# Dutchavelli
Dutchavelli  (* 11. November 1993 in Birmingham; eigentlich Stephan Allen) ist ein britischer Rapper.

## Leben
Stephan Allen wurde in Birmingham geboren. Eine seiner Schwestern ist unter dem Pseudonym Stefflon Don ebenfalls als Rapperin aktiv. Sein Pseudonym war zunächst Dutch und resultierte aus seinen Jahren in den Niederlanden. Seine Familie zog nach Rotterdam, als er noch ein Baby war. Als er etwa 10 wurde, zog die Familie zurück nach Großbritannien und ließ sich in Upper Clapton, East London, nieder. Die Familie war sehr musikbegeistert und so entdeckte er in seinen frühen Jahren Buju Banton, Bob Marley, Whitney Houston, Aretha Franklin und Marvin Gaye. Zusammen mit seiner Schwester und seinen beiden älteren Brüdern begann er sich für Rapmusik zu interessieren. Die vier übten sich im Freestyle. Stefflon Don gelang als erstes der Durchbruch. Zu Beginn war er von 50 Cent, Tupac und Eminem beeinflusst. Er begann auf der Straße zu rappen und seine älteren Freunde ermunterten ihn, seine Musik professionell aufzunehmen. Es kam jedoch mit 17 eine sechsjährige Haftstrafe dazwischen, wovon er fünf Jahre absitzen musste.
Nach seiner Entlassung 2016 veröffentlichte er ziemlich schnell den Track New Jack City sowie eine Reihe weiterer Songs. Bis 2017 veröffentlichte er weitere Songs, wurde anschließend jedoch erneut verhaftet. Die Anklage lautete auf illegalen Waffenbesitz und Einbruch. Er wurde zwar 2018 freigesprochen, saß jedoch fast ein Jahr in Untersuchungshaft. Erneut begann er nach seiner Entlassung an seiner Rapkarriere zu feilen. Der Durchbruch gelang ihm schließlich mit dem Song I Dunno mit Tion Wayne und Stormzy. Das Lied erreichte Platz 7 der britischen Charts. Ende Juni 2020 veröffentlichte er außerdem ein Featuring auf dem Track All dem Talk des albanischen Rappers Noizy. Dies erreichte Platz 25 der deutschen Charts.
Dutchavelli beteiligte sich an der Black-Lives-Matter-Bewegung und machte erneut Schlagzeilen, als die Polizei ihn mit Haftbefehl suchte, da er zum einen unter Bewährung stand und zum andern die Proteste mit Kurzhaftstrafen unterbunden werden sollten. Er hatte über Instagram angekündigt, an einer weiteren Demonstration teilzunehmen. Letztlich konnte er die Sache aufklären, da er sich nicht an dem Protestmarsch beteiligte.

## Diskografie

### Mixtapes
- 2020: Dutch from the 5th

### Singles
- 2016: My Man (mit Sevn Alias)
- 2018: John Wayne
- 2019: Lifestyle (mit Latifah)
- 2020: Only If You Knew
- 2020: Surely
- 2020: I Dunno (mit Stormzy und Tion Wayne)
- 2020: Burning (mit M Huncho)
- 2020: BLM (mit OFB Bandokay  und Double Lz)
- 2020: Cool with Me (mit M1llionz)